# Parafia św. Klemensa I w Odessie
Parafia św. Klemensa I w Odessie – rzymskokatolicka parafia znajdująca się w diecezji odesko-symferopolskiej w dekanacie Odessa. Opiekę nad parafią sprawują pallotyni. Msze święte sprawowane są w językach polskim, rosyjskim i ukraińskim.

## Kościół św. Klemensa
Kościół św. Klemensa projektu polskiego architekta Władysława Dąbrowskiego został zbudowany w latach 1903-1906 i konsekrowany w roku 1913. W pobliżu kościoła od dawna osiedlała się ludność polska, tworząc w rejonie skrzyżowania ulic Bałkiwskiej i Zańkowieckiej zwartą kolonię. Fundusze na budowę zebrali polscy mieszkańcy, przy dużym wsparciu rodziny Vassalów i państwa Heleny i Konstantego Wołodkowiczów. Przy nowym kościele powstały również sierociniec, szkoła rzemieślnicza oraz dom starców. Pierwszym proboszczem był ksiądz Józef Szejner. Po rozstrzelaniu przez bolszewików w 1922 roku polskiego proboszcza, kolejnym proboszczem został Niemiec ks. Józef Najgun, który w 1935 roku został zesłany do Kazachstanu. W 1932 roku kościół został zamknięty, a w 1936 wysadzony, a teren zabudowano. Pomiędzy budynkami przy ulicy Zańkowieckiej 11 i 11A zachowały się jedynie schody prowadzące do kościoła, budynek plebanii oraz zabudowania dawnego konwentu sióstr franciszkanek Rodziny Maryi, w których jest meczet, a także fragment ogrodzenia.

## Parafia po 1993 roku
Parafia wznowiła działalność w 1993. Biskup kamieniecki Jan Olszański MIC powierzył parafię pallotynom. Wyremontowano odzyskany budynek plebanii oraz utworzono w nim kaplicę konsekrowaną 23 listopada 1994 roku przez biskupa Tadeusza Hoppe.

## Bibliografia

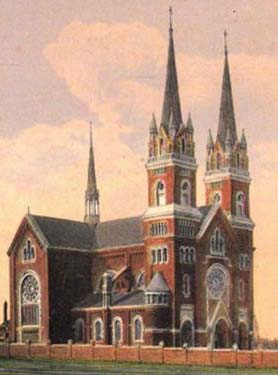
Kościół na pocztówce
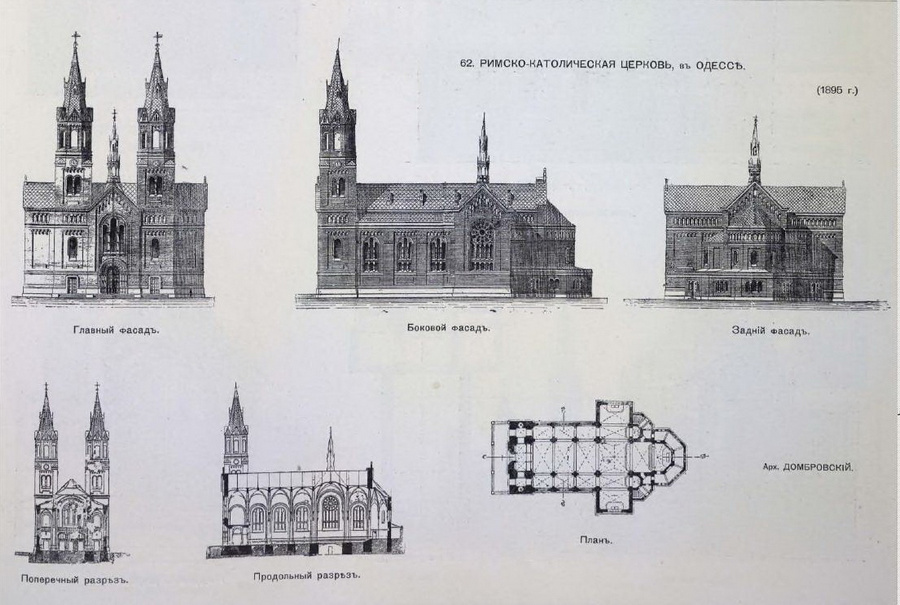
Projekt z 1895 roku
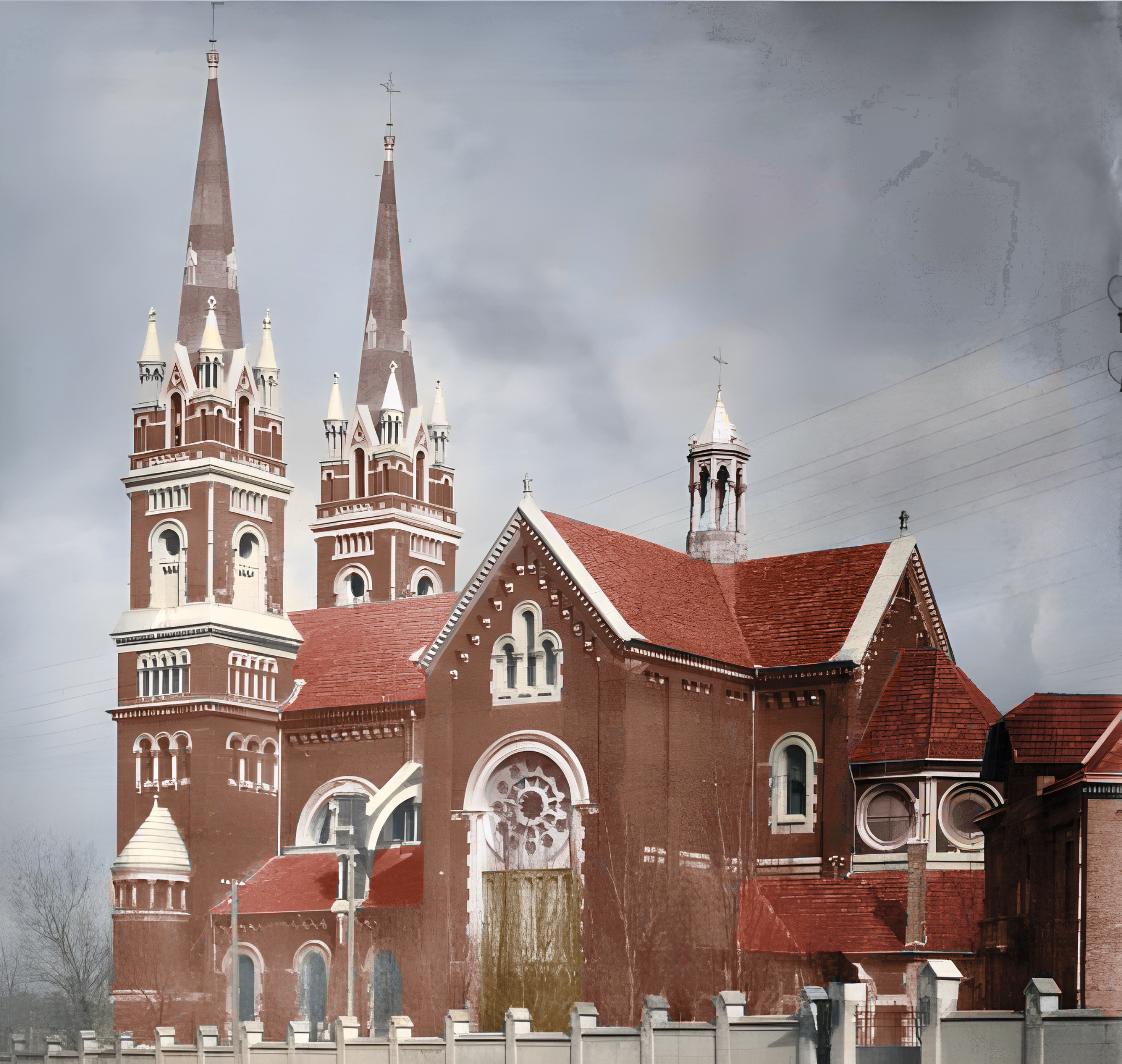
Kościół św. Klemensa wysadzony przez bolszewików w 1937 r.
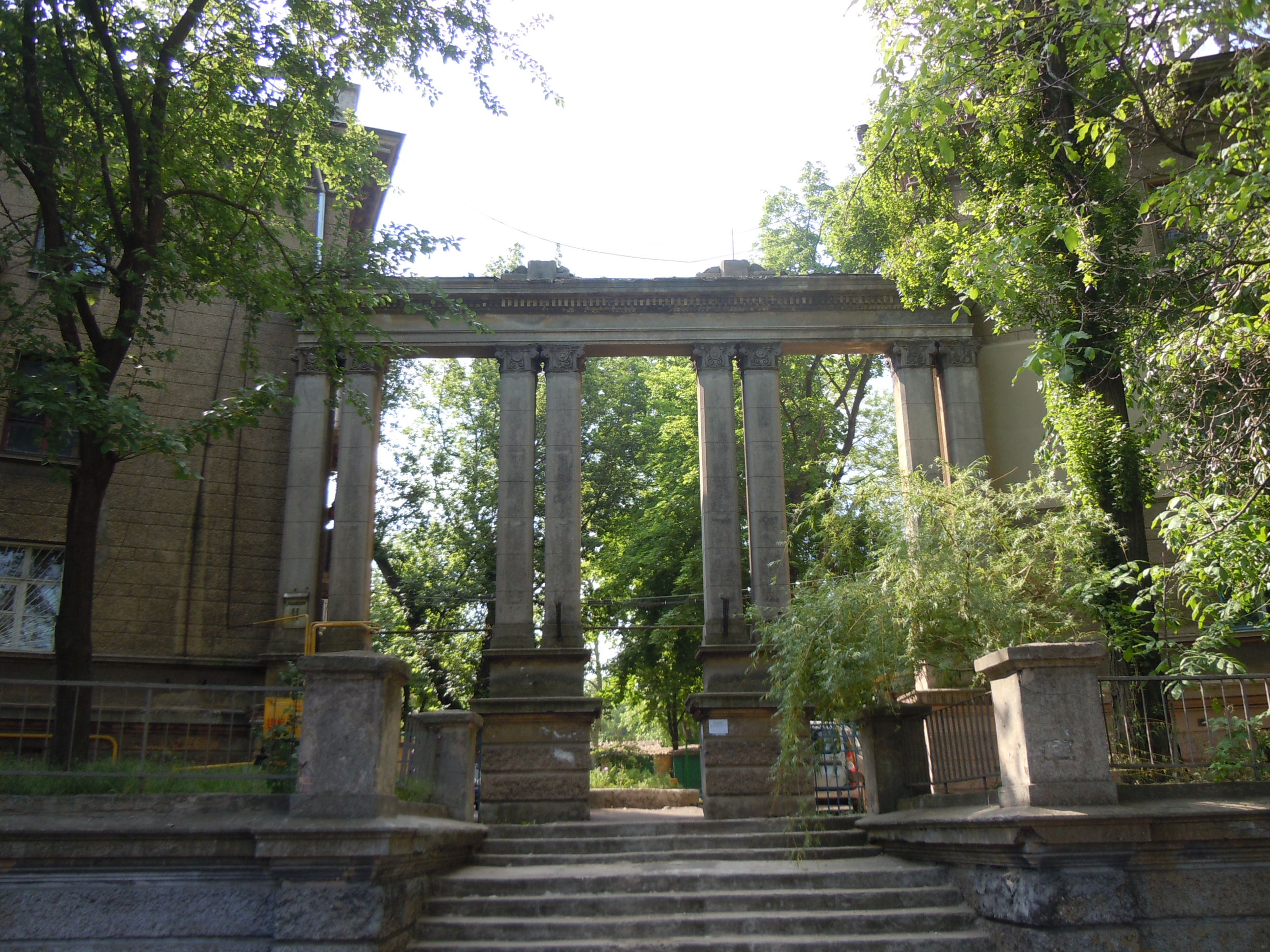
Budynki na miejscu kościoła